# Battaglia di Santo Domingo
La battaglia di Santo Domingo fu una battaglia navale delle Guerre napoleoniche combattuta il 6 febbraio 1806 tra gli squadroni francesi e inglesi al largo della costa meridionale di Santo Domingo, possedimento spagnolo occupato dai francesi sull'odierna isola di Haiti, nei Caraibi. Lo squadrone francese, al comando del vice ammiraglio Corentin Urbain Leissègues sulla Impérial (120 cannoni), salpò da Brest nel dicembre del 1805, con l'intento di prendere parte alla Campagna dell'Atlantico del 1806.

## Antefatto

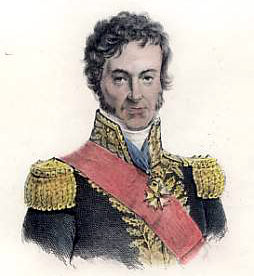
Il vice ammiraglio Corentin-Urbain Leissègues

Alla fine del 1805, il Primo lord dell'ammiragliato Lord Barham ritirò le navi della Royal Navy dal blocco dei porti francesi verso l'Atlantico dopo la vittoria della battaglia di Trafalgar, nella quale la marina francese aveva perso ben 14 navi di linea. Barham credeva che le perdite della Francia fossero tali da rendere impossibile per loro difendere l'Atlantico durante l'inverno. Ad ogni modo, non aveva calcolato la forza della flotta di stanza a Brest, il principale porto marittimo francese sulla costa atlantica. La flotta di Brest si era infatti mantenuta al di fuori di tutti gli scontri del 1805 e non aveva subito alcuna perdita.
Cogliendo l'occasione del ritiro della flotta inglese, Napoleone diede l'ordine a due squadroni di porsi in mare per razziare le vie commerciali inglesi nell'Atlantico. Queste forze avevano il compito unicamente di infliggere danni economici senza battagliare rischiando di essere distrutte o catturate. La traversata durò 14 mesi, sostenuta dal cibo e dai rifornimenti catturati ai mercantili inglesi assaltati. Salpate senza opposizione il 13 dicembre 1805, le navi francesi si separarono due giorni dopo per inseguire i convogli mercantili inglesi, di cui uno squadrone si portò nell'Atlantico meridionale al comando del contrammiraglio Jean-Baptiste Willaumez mentre l'altro, sotto il comando del vice ammiraglio Corentin-Urbain Leissègues, salpò alla volta dei Caraibi. L'ammiragliato a Londra non seppe dei francesi sino al 24 dicembre quando decise di inviare due squadroni al comando del contrammiraglio Sir Richard Strachan e del contrammiraglio Sir John Borlase Warren per inseguire i francesi nell'Atlantico.
Dalla Battaglia di Trafalgar dell'ottobre del 1805, l'ammiragliato aveva posto anche uno squadrone al comando del vice ammiraglio Sir John Thomas Duckworth al largo di Cadice per sorvegliare il restante della flotta combinata. Nel novembre del 1805, i rapporti segnalarono a Duckworth che uno squadrone francese stava operando contro dei convogli inglesi al largo delle Isole Selvagge tra Madeira e le Canarie. Questo squadrone, comandato dal contrammiraglio Zacharie Allemand, aveva lasciato la Francia nel luglio del 1805. Salpato immediatamente per investigare, Duckworth abbandonò così Cadice, lasciando solo due fregate a difendere il porto e la flotta ancorata. Passando le Selvagge e le Canarie, Duckworth proseguì verso Capo Verde prima di realizzare che i francesi gli erano sfuggiti. Allemand si era già infatti portato a nord. Fece ritorno in Francia senza incidenti il 23 dicembre.

### La traversata di Duckworth
Nel corso del viaggio di ritorno a Cadice, il 23 dicembre Duckworth incontrò la HMS Arethusa al comando del capitano Charles Brisbane che scortava un piccolo gruppo di navi mercantili. Leissègues aveva intercettato, cacciato e disperso il convoglio di Brisbane nella Baia di Biscaglia il 15 dicembre, e Brisbane aveva potuto mantenere solo le navi mercantili di grosse dimensioni. Sfuggito a Leissègues, Brisbane era salpato nuovamente alla ricerca di supporto a Cadice, continuando verso sud quando realizzò che Duckworth non si trovava al suo posto al momento. Realizzando che avrebbe potuto incontrare Leissègues, Duckworth si rivolse a nordovest ed il 25 dicembre scoprì uno squadrone nemico a circa 200 miglia nautiche a nordovest delle Canarie. Duckworth ordinò al suo squadrone di proseguire la ricerca, e la caccia proseguì per un giorno intero sino al 26 dicembre, quando scoprì di non trovarsi davanti Allemand, bensì lo squadrone di Willaumez. Ad ogni modo, l'ammiraglio francese, in ottemperanza alle disposizioni ricevute, preferì non ingaggiare battaglia ma sfuggire a Duckworth. Dalle 13:00 del 26 dicembre, appariva ormai chiaro che la HMS Superb avrebbe avuto la meglio.

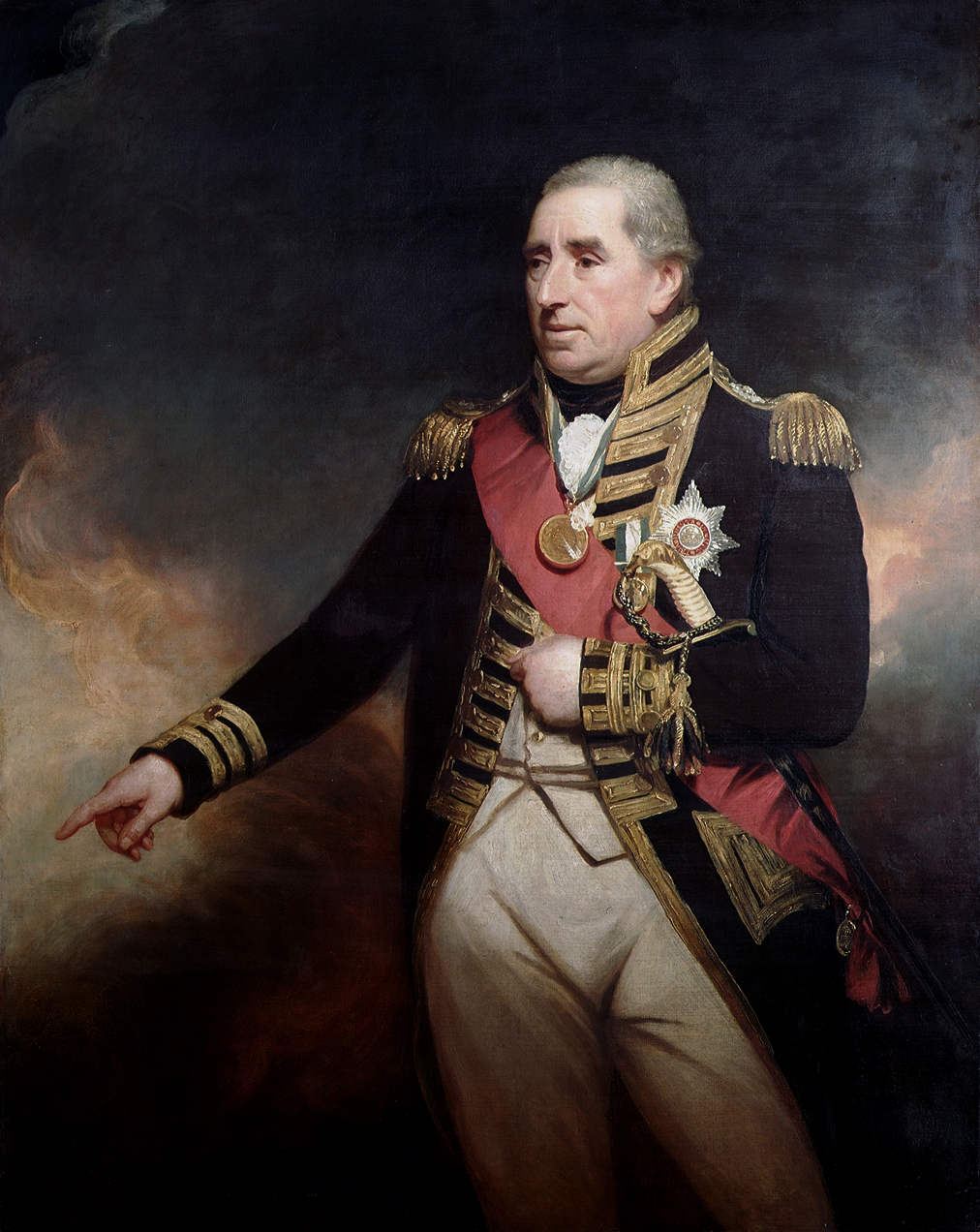
Il viceammiraglio Sir John Thomas Duckworth
Henry William Beechey, 1809, National Maritime Museum

Dal momento che Willaumez era fuggito nell'Atlantico meridionale, Duckworth ordinò al suo squadrone di salpare alla volta delle Barbados per fare rifornimento prima di riportarsi a Cadice. Quando giunse in loco il 12 gennaio 1806, ordinò alla fregata HMS Acasta di portarsi verso St. Kitts per rifornirsi d'acqua, e mosse lo squadrone al porto di Basseterre il 19 gennaio. Qui due navi dello squadrone delle isole Sottovento, la HMS Northumberland e la HMS Atlas si unirono alle sue navi. La Northumberland era l'ammiraglia del contrammiraglio Alexander Cochrane, comandante della stazione locale. L'arrivo di Cochrane portò il numero degli ammiragli dello squadrone a tre, con Duckworth quale secondo in comando col contrammiraglio Thomas Louis a bordo della HMS Canopus. Leissègues era anch'egli di rotta verso i Caraibi, ma i venti delle Azzorre lo avevano ritardato di parecchio dopo averlo separato dalla Alexandre e dalla Brave oltre ad aver inflitto dei danni alla nave francese Jupiter ed alla Diomède. Giungendo alla città coloniale spagnola di Santo Domingo, occupata dai francesi, sull'isola di Hispaniola il 20 gennaio, Leissègues vi sbarcò più di 1000 soldati come rinforzo per la guarnigione locale e realizzò le riparazioni necessarie, attendendo le navi mancanti che giunsero il 29 gennaio. In questo periodo di sosta al porto, Leissègues ebbe modo di progettare accuratamente il rientro delle sue navi.
Il 1 febbraio il piccolo sloop HMS Kingfisher giunse a Basseterre con l'informazione che tre navi francesi di linea erano state avvistate al largo di Santo Domingo. Duckworth diede l'ordine alla flotta di salpare immediatamente. Il 3 febbraio il bricco HMS Epervier si unì alla sua squadra presso St. Thomas e il 5 febbraio così fece anche la fregata HMS Magicienne al comando del capitano Adam Mackenzie presso il Canale della Mona. Mackenzie venne accompagnato da uno schooner danese che era salpato da Santo Domingo alcuni giorni prima, la cui ciurma aveva fornito informazioni dettagliate sulla composizione dello squadrone francese. Prima che lo schooner salpasse, diversi ufficiali francesi avevano rendicontato i rischi dell'operazione lasciando il porto, ma l'ammiraglio si rifiutò di ascoltarli e bruciò il vascello danese. Duckworth nel frattempo era però stato informato. Nella notte del 5 febbraio lo squadrone inglese si avvicinò lentamente a Santo Domingo, con la Acasta e la Magicienne in avanscoperta.

## Battaglia

### L'attacco di Duckworth
Alle 06:00 del 6 febbraio l'avanscoperta di Duckworth avvistò i francesi, osservando due fregate, cinque navi di linea ed un grande mercantile ancorati proprio all'ingresso di Santo Domingo. Leissègues aveva ordinato ai suoi di portarsi verso la Giamaica, anche se diverse navi francesi non apparivano ancora pronte per la navigazione e due fregate erano ancora in riparazione all'arrivo degli inglesi. Leissègues non era a bordo della Impérial; con un gran numero di ufficiali si trovava invece nel villaggio e venne costretto a raggiungere lo squadrone a bordo di scialuppe di servizio, ritardando quindi la partenza ed i movimenti dell'intero squadrone. Diversi ufficiali, tra cui lo stesso Leissègues, non raggiunsero le loro navi sino a combattimento iniziato. Riconoscendo che il nemico si trovava in una posizione vulnerabile, Duckworth concentrò tutti i suoi sforzi sui francesi. Leissègues riconobbe il pericolo delle sue navi ed ordinò loro di levare l'ancora e di portarsi verso ovest in direzione di Nizao. Mantenendo la formazione compatta, i francesi formarono una linea di battaglia sotto la guida del capitano Pierre-Elie Garreau a bordo della Alexandre, con la Impérial, la Diomède, la Jupiter e la Brave a seguito. Le fregate e la corvetta presero posizione immediatamente dietro. Duckworth si concentrò contro le forze francesi ad ovest.

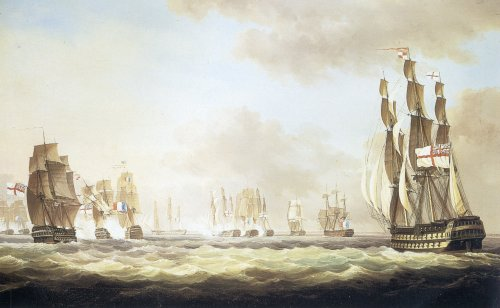
La Battaglia di Santo Domingo, 6 febbraio 1806, con la HMS Canopus che si aggiunge all'azione, Thomas Lyde Hornbrook

Alle 08:00 le navi di Duckworth si divisero in due divisioni, una ad ovest sotto Duckworth con la Superb, la Northumberland, la Spencer e la Agamemnon, ed una ad est al comando di Louis con la Canopus, la Donegal e la Atlas. Le fregate inglesi si mantennero in formazione ad ovest attendendo di essere richieste in battaglia se necessario. Nelle due ore successive gli inglesi si avvicinarono lentamente allo squadrone francese. Lo squadrone di Louis passò dietro a quello di Duckworth, mentre la Agamemnon si portò dietro gli altri tre vascelli della sua divisione, rimanendo in formazione compatta. Un breve cambio di venti permise a Leissègues di aggiustare la direzione a sudovest, ma la presenza della costa restrinse i movimenti dei francesi ed alle 10:10 la Superb fu in grado di aprire il fuoco sulla Alexandre.

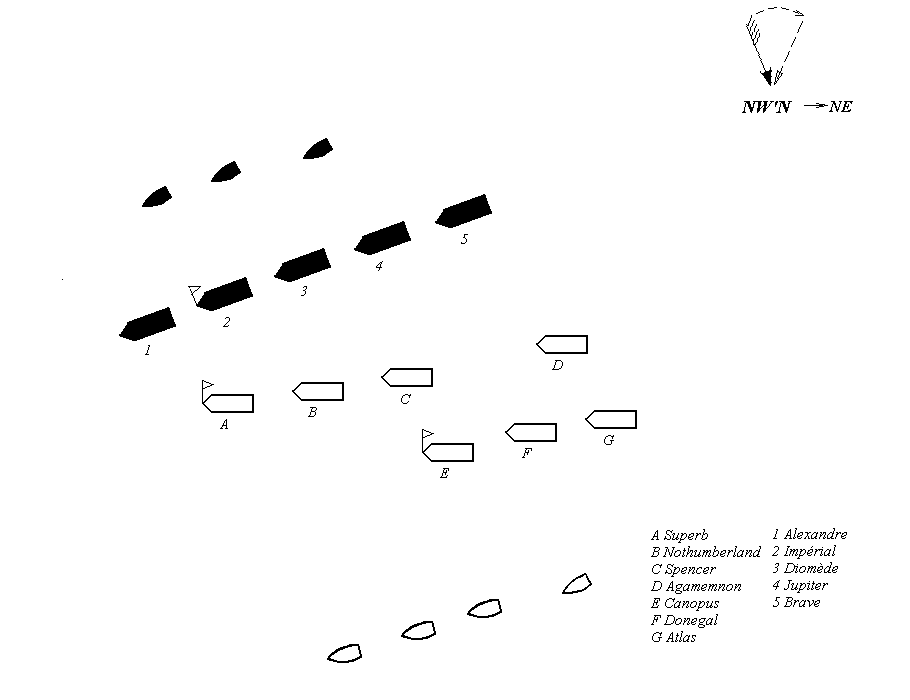
Le posizioni di entrambe le flotte attorno alle 10:00

Con l'ammiraglia inglese impegnata col principale vascello francese, la Northumberland aprì il fuoco contro l'ammiraglia Impérial. La nave francese con 120 cannoni a bordo sparò alla Northumberland che ne aveva solo 74 a bordo, ma Cochrane si trovò ben presto appoggiato dalla Spencer, che a sua volta aprì il fuoco sulla Impérial e sulla Diomède simultaneamente. Per 15 minuti gli inglesi continuarono in questo modo, spostandosi sempre più verso ovest per via dei venti. Alle 10:25, i danni della Alexandre erano tali che tentò di portarsi tra la Spencer e la Northumberland per sparare ad entrambe. Il capitano Robert Stopford a bordo della Spencer rispose rapidamente alla Alexandre, aprendo un fuoco a corto raggio. Nel fumo della confusione, ad ogni modo, né la Superb né la Northumberland videro i movimenti della Spencer ed entrambe si misero a sparare su di essa realizzando l'errore in seguito. Con la Spencer e la Alexandre fuori rotta, la Impérial fu in grado di concentrarsi sulle principali navi inglesi, sopraffacendole. Cochrane si spostò a difendere la sua ammiraglia ponendo la Northumberland tra la Impérial e la Superb, soffrendo danni notevoli ma mantenendo intatta la nave di Duckworth. Il fuoco della Impérial era stato così pesante che diversi colpi avevano trapassato completamente la Northumberland giungendo sino alla Superb.

### La distruzione della retroguardia francese
Dato che il combattimento si concentrava sulle navi in prima linea, le restanti navi dello squadrone si astennero dall'entrare in battaglia. La divisione orientale inglese al comando di Louis raggiunse in battaglia la Alexandre e la Spencer alle 10:35, mantenendosi comunque più a sud del combattimento. La Canopus, la Donegal e la Atlas erano in pessimo stato ma si portarono la prima direttamente in battaglia attorno alla Impérial, mentre le altre due si diressero a nordovest per intercettare la Brave e la Jupiter rispettivamente. Alle 11:00, la Alexandre era così pesantemente danneggiata da non essere in grado di sfuggire né di continuare l'azione; si arrese dieci minuti dopo.
Il capitano Pulteney Malcolm della Donegal attaccò direttamente la Brave, sparando delle bordate ed attraversando letteralmente il fianco della Brave, infliggendole seri danni. Pesantemente danneggiata, la Brave si arrese. Malcolm ordinò quindi al capitano Richard Dunn della Acasta di prendere possesso della Donegal e di attaccare la Jupiter. Con la Donegal contro la Jupiter, il capitano Samuel Pym della Atlas abbandonò il suo combattimento con la nave francese e si portò a contrastare la sempre più isolata Impérial. Cogliendo il vantaggio della velocità della sua nave, Malcolm si spostò sulla Jupiter e quindi impedì alla nave di fuggire. Riconoscendo quanto fosse inutile resistere, il capitano Gaspard Laignel si arrese immediatamente. Malcolm inviò 100 uomini a bordo.

### L'arenatura di Leissègues
Nel pesante fumo che confondeva le posizioni e le identità delle navi di linea, le manovre si fecero sempre più azzardate: la Atlas sparò due bordate alla Impérial. Ricevendo una pesante bordata dalla nave francese, la Atlas successivamente andò a collidere con la Canopus in quanto le era troppo vicina. Tornando in battaglia, la Atlas attaccò la Diomède ed il resto delle navi inglesi concentrarono il loro fuoco sulla Impérial, ad eccezione della Northumberland ormai troppo danneggiata.
Con gli alberi principali spezzati la fuga era impossibile e Leissègues si portò a riva con le sue navi alle 11:30, distanziandosi dalla Northumberland e lasciando dietro la Superb. La Canopus continuò a seguire l'ammiraglia francese sino a quando non fu chiaro alle 11:40 che la Impérial avrebbe sbattuto contro la barriera corallina, a meno di un miglio dalla spiaggia. La Diomède, sotto attacco della Atlas e col ritorno della Spencer, seguì Impérial a riva. Entrambe le navi francesi subirono notevoli danni alla loro chiglia al punto che gli equipaggi si prepararono ad abbandonare la nave. Durante lo scontro le fregatre francesi e la corbetta si portarono ad ovest per sfuggire. La fregata inglese era troppo occupata per iniziare un inseguimento.

### La distruzione dellaImpériale dellaDiomède

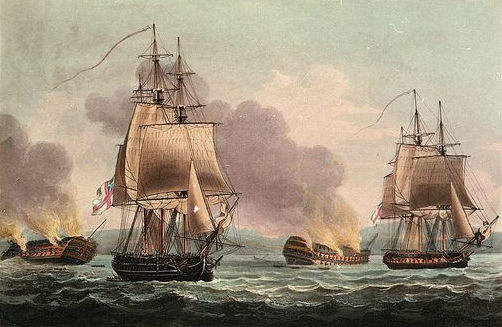
L'azione di Sir J.T. Duckworth al largo di Santo Domingo, 7-8 febbraio 1806, Thomas Whitcombe, 1817, National Maritime Museum

Non appena Duckworth rientrò nel suo squadrone, l'albero maestro della Northumberland cadde a pezzi sul ponte, causando notevoli danni alla nave stessa. Sebbene l'ammiraglia di Cochrane fosse la più danneggiata dello squadrone, tutte potevano contare dei danni: la Superb contava in tutto 60 colpi di cannone mentre la Atlas era fuori controllo e la Donegal aveva perso il trinchetto. Le perdite erano state notevoli con problemi sia alla Northumberland che Spencer oltre che sulla Atlas ma con l'eccezione della Agamemnon che era stata meno coinvolta negli scontri. In totale si ebbero 74 morti e 264 feriti e molti danni, ma Duckworth fu in grado in breve tempo di far effettuare i ripari.
La Impérial e la Diomède si portarono entrambe tra Nizao e Punta Catalan dove si arenarono. Utilizzando le navi rimanenti per dare assistenza a riva, i feriti ed i sopravvissuti vennero lentamente scaricati. Queste operazioni continuarono ininterrottamente sino all'8 febbraio quando Duckworth inviò delle scialuppe dalla Acasta e dalla Magicienne verso il relitto. I restanti marinai francesi vennero catturati come prigionieri e le navi vennero incendiate per impedire ai francesi di utilizzarle ancora, per quanto lo stesso Leissègues avesse già dato l'ordine di bruciare le navi quando l'ultimo suo uomo fosse stato fatto scendere. Il capitano della nave, Jean-Baptiste Henry, fu tra i 150 prigionieri che gli inglesi presero dalla Diomède. Per contro, gli inglesi trovarono solo sei uomini ancora a bordo della Impérial e nessun ufficiale. Le perdite francesi nello scontro furono molto alte, con 500 tra morti e feriti sulla sola Impérial e più di 1000 uomini sul resto della flotta. La Jupiter non era stata colpita particolarmente e la Brave, per quanto danneggiata, era in condizioni di navigare. Entrambe le navi si erano arrese all'inizio dello scontro dopo la perdita dei loro capitani. La Alexandre, per contro, stava quasi affondando.
Duckworth rimase alla fonda presso Santo Domingo per idversi giorni sino a quando l'intero squadrone non fu pronto per il viaggio verso la Giamaica, inviando il comandante Nathaniel Day Cochrane in Gran Bretagna a bordo della Kingfisher con i dispacci ufficiali dell'operazione. L'ammiraglio Cochrane si separò dalla flotta il giorno della partenza e la Northumberland con la Agamemnon salparono alla volta delle Barbados nel caso in cui altre forze francesi si fossero presentate alle Isole Sottovento mentre il grosso della flotta era in riparazione in Giamaica. Duckworth venne ricevuto in Giamaica con "grandi complimenti" e le sue navi vennero riparate adeguatamente per fare ritorno in patria. La Brave si pose alla fonda nelle Azzorre perdendo tre uomini, e la Alexandre era troppo danneggiata per poter proseguire la propria corsa, spezzandosi all'arrivo. Solo la Jupiter, rinominata HMS Maida dopo la recente sconfitta francese nella battaglia di Maida in Italia, poté continuare la propria carriera nella Royal Navy. Le uniche navi francesi sopravvissute, la Comète e la Félicité, oltre alla corvetta Diligente tornarono in Francia senza incidenti nei mesi successivi.

## Conseguenze
La vittoria, a pochi mesi dal successo di Trafalgar, venne celebrata in tutto l'Impero britannico, in particolare nei Caraibi. La sola idea della presenza di Leissègues aveva causato panico al commercio delle Indie Occidentali e la vittoria di Duckworth aiutò a restaurare il commercio sull'oceano. In Gran Bretagna sia la Camera dei Comuni che la Camera dei Lords votarono il loro ringraziamento all'intero squadrone quando venne letto il resoconto di Duckworth, con mozione speciale di Lord Grenville e Charles Grey. Con notevoli somme guadagnate e diversi nemici uccisi, feriti o catturati, venne aumentata la paga a 4268 uomini. La cattura Jupiter venne celebrata dai Lloyd's of London con la creazione di un piatto cerimoniale ed una spada ornata. L'ammiraglio Louis venne creato baronetto e Cochrane ottenne l'Ordine del Bagno, oltre ad una serie di altre promozioni concesse a tutti i tenenti. Duckworth, ad ogni modo, non ricevette nulla di più dei ringraziamenti dei suoi sottoposti. Il viceammiraglio Lord Collingwood, comandante in capo della flotta del Mediterraneo, era furioso del fatto che Duckworth avesse disertato il proprio posto a Cadice anche se questo gli aveva consentito di inseguire il nemico, perché così facendo si era fatto scappare Willaumez. Gli storici William James e William Laird Clowes entrambi considerano che se Duckworth non avesse sconfitto Leissègues probabilmente la sua azione gli sarebbe costata la corte marziale. L'assenza di Duckworth aveva infatti costretto Collingwood a spostare alcune delle sue navi verso il blocco di Cadice, sebbene l'inadeguatezza di queste forze si fece sentire subito quando, il 26 febbraio, una fregata francese riuscì a fuggire dal porto di Rochefort. L'influenza di Collingwood fu tale da impedire ulteriori ricompense per Duckworth, che tornò successivamente nel Mediterraneo nel 1807 al comando della flotta incaricata dell'Operazione Dardanelli. Quattro decenni dopo i partecipanti ancora vivi della battaglia ottennero la Naval General Service Medal.
In Francia, la stampa governativa cercò di alterare l'esito della battaglia. Le Moniteur Universel pubblicò un rapporto scritto dal capitano Raymond Cocault della corvetta Diligente. Il rapporto iniziava con l'idea del tutto falsa che lo squadrone inglese fosse composto di nove navi di linea e si concludeva col fatto che due navi erano state distrutte a Santo Domingo. Il rapporto ufficiale della marina francese, scritto da Leissègues in persona, non venne mai pubblicato in Francia, dal momento che questo contraddiceva appieno questa versione degli eventi. Leissègues rimase per qualche tempo ancora a Santo Domingo, ma poi fece ritorno in Europa quando la colonia cadde nelle mani delle forze inglesi e spagnole nel luglio del 1809. Fu poi posto in servizio nel Mar Ionio e prese parte alla campagna dell'Adriatico.
La campagna dell'Atlantico continuò per tutta la primavera e l'estate successiva. Willaumez fu in grado di evitare gli squadroni inglesi che gli stavano dando la caccia rimanendo in alto mare nel sud dell'oceano. Ad ogni modo, il 13 marzo 1806 gli inglesi al comando di Warren intercettarono e sconfissero lo squadrone del contrammiraglio Charles-Alexandre Durand Linois mentre questi era di ritorno dall'Oceano Indiano. Costretto a cercare rifornimenti a nord, Willaumez entrò nei Caraibi dove sperava di intercettare un convoglio diretto in Gran Bretagna e proveniente dalla Giamaica. La disobbedienza di uno dei suoi capitano, Girolamo Bonaparte, fratello di Napoleone, lo costrinse a portarsi alla ricerca di una nave mancante al largo di Terranova. Il 18 agosto 1806, mentre si trovava ancora nell'Atlantico centrale, un feroce uragano colse lo squadrone e lo disperse. Willaumez trovò rifugio all'Avana; diverse altre navi raggiunsero altri porti negli Stati Uniti, ma alcune erano troppo pesantemente danneggiate per poter proseguire il loro viaggio. Solo 4 delle 11 navi di linea che avevano lasciato Brest nel dicembre del 1805 poterono poi tornare in Francia. Quella di Santo Domingo fu l'ultima battaglia delle guerre napoleoniche condotta in mare aperto.